# Ignacio Ramos
Pour les articles homonymes, voir Ramos.
Ignacio Ramos est un ancien joueur et entraîneur philippin de basket-ball. 

## Palmarès
- Vainqueur des Jeux asiatiques de 1951